# Miro (chanteur)
Pour les articles homonymes, voir Miro.
 (janvier 2015).
Si vous disposez d'ouvrages ou d'articles de référence ou si vous connaissez des sites web de qualité traitant du thème abordé ici, merci de compléter l'article en donnant les références utiles à sa vérifiabilité et en les liant à la section « Notes et références ».
Gian Marco Enrico Miroglio (Jean-Marc Miro) connu sous le nom d'artiste Miro, est un auteur-compositeur-interprète français d'origine italienne et également producteur de musique. 
Longtemps identifiable par un dessin de Delphine Courtois le caricaturant avec des lunettes orange, aujourd'hui il se présente également en photo sur ses albums.

## Biographie

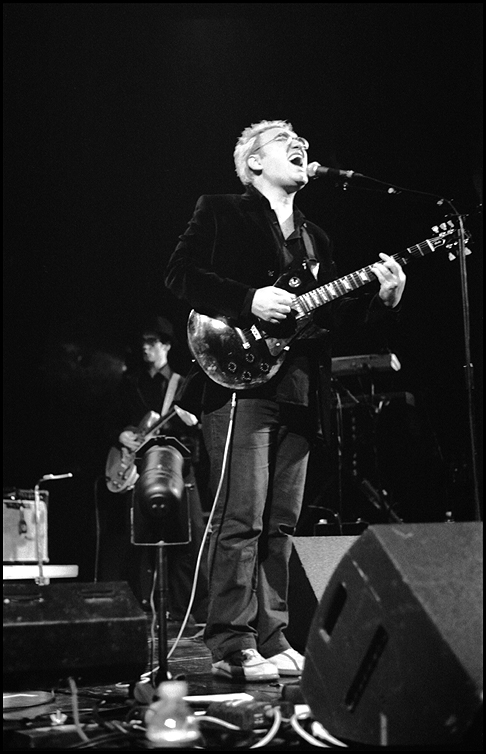
Miro lors du festival Chorus des Hauts-de-Seine en novembre 2006 par Olivier Moreau.

Né en 1968 à Amsterdam d'une mère hôtesse de l'air et d'un père qu'il n'a pas connu, Gian Marco Miroglio grandit entre la Tunisie, l’Italie et l’Allemagne avant d'arriver en France à l'âge de 17 ans. Tandis qu'il vit de différents emplois et chante dans le métro, il écrit et compose ses chansons en anglais et en français et commence à monter son propre home-studio. Il entame sa carrière en 1998, notamment grâce à sa collaboration sur le titre Hasta la vista de MC Solaar. 
Son premier album La voix du vaurien sort en 2001 chez Columbia, label de Sony-BMG, et lui vaut de recevoir le prix Felix Leclerc de la chanson française au Québec pour le titre éponyme. Miro est alors découvert médiatiquement avec le clip humoristique Billy the funkyman où il joue différents personnages avec différentes voix. Son image est depuis caractérisée par un dessin de Delphine Courtois. 
Après une tournée de plus de 150 dates seul sur scène avec ses pédales et son Mister High Book, il sort son second album En plein vol en 2003, suivi d'une tournée en groupe, puis, en février 2007 son troisième album Le vainqueur jaloux, avec entre autres la participation de CharlÉlie Couture et du groupe italien East Rodeo.
Pour cet album[Lequel ?], Miro expérimente une nouvelle forme de commercialisation. En effet, on achète le disque appelé face vainqueur, la face jaloux étant ensuite disponible gratuitement sur son site officiel.
Le live[Quoi ?] Pris en flag, enregistré au Paleo Festival de Nyon le 22 juillet 2002, commenté, arbitré et corrigé par la radio Couleur 3, est sorti en juillet 2008. 
L'album Roader est sorti le 23 mai 2011 (dès le 25 avril en téléchargement). La particularité de cet album est de sortir en deux formats avec deux tracklists[Quoi ?] différentes : un double CD et un vinyle (incluant un CD et un code pour offrir l'album à trois amis). 
Cet album représente un tournant important dans la carrière de Miro car il incarne une réalisation atypique par rapport aux autres albums tournés vers des inspirations electro musicalement calibré[Quoi ?] années 1980 et new wave. 
À ce jour, PAZZA PISTA est une collection d'ambiances et de titres qui clôt la boucle infernale[Quoi ?] des albums précédents. Il est gratuit pour tout le monde en numérique et existe uniquement en coffret pour les fans en vinyle. C'est un recueil d'inédits qui va du bloc notes au titre enregistré à la va vite en studio ou dans des conditions  incroyables[Quoi ?].

## Discographie

### Albums studio
- 2001 : La Voix du vaurien (Columbia/Sony-BMG). Prix Félix Leclerc de la Chanson Française (Québec)
- 2003 : En plein vol (Inca/EMI)
- 2007 : Le Vainqueur jaloux (Chromatic/Anticraft)
- 2008 : Encore plou funky (Chromatic/Anticraft) : réédition des deux premiers albums La voix du vaurien et En plein vol+ chansons inédites
- 2011 : Roader, double album en collaboration avec le groupe italien The 2 Pigeons
- 2014 : PAZZA PISTA  : recueil d'inédits enregistrés tout au long des 20 dernières années écartés de lignes éditoriales de chacun des albums de MIRO (symbolisé par l'humour de notre auteur en anagrammes (les piste folles en italien)
- 2020 : Gia mastermind (avec Doctor Music)
- 2024 : Goodbye Show Business (Miroglio Switzerland Records)

### Album Live
- 2008 : Pris en flag (Chromatic/Anticraft) : Le live encore plus funky, enregistré au Paleo Festival de Nyon le 22 juillet 2002, commenté, arbitré et corrigé par la radio Couleur 3.

### Singles
- 2001 : Billy the Funkyman
- 2001 : TBTC (pour Trop bon trop con)
- 2001 : Droit de regard (Évidemment...)
- 2003 : En plein vol
- 2007 : Rêve de rose (featuring Tryo)
- 2007 : La blonde rousse
- 2008 : Allume moi
- 2011 : Sex in the limo, La boîte à gants

### Participations
- 1998 : Participation à l'album Cinquième As de MC Solaar (guitare espagnole du single Hasta la vista)
- 2003 : Participation à l'album Mach 6 de MC Solaar (guitare sur les titres Cash Money et Today is a good day)
- 2006 : Participation à l'album Dick Rivers 2006 de Dick Rivers (trois titres de Miro : Le mauvais joueur,  Anna/Grammes et Veilleur de vie)
- Écriture du titre Un été à Paris pour Anggun
- 2010 : Participation à l'album J'veux qu'on m'aime du chanteur Romain Dudek (Un titre : J'veux qu'on m'aime, guitare solo et chant additionnel)

### Bandes originales de films
- Participation à la bande originale du film Nos enfants chéris de Benoît Cohen avec le titre Billy le funkyman
- Participation à la bande originale du film The truth about Charlie de Jonathan Demme avec le titre La voix du vaurien

### Autres réalisations
- 1998-2000 : Collection de CD de samples pour Universal Sound Bank dont les Sound Scan Miro’s Groove,  Grunge Hip-hop et Roots disco...
- 1999:  Réalisation de l'album CD: Face B L'Album, contenant 10 titres et du CD 4 titres: Face B, de Renaud Siry
- 2010 : Réalisation de l'album Le trou du chapeau de Monsieur Melon
- 2011 : Réalisation de l'album D'ici à toi du groupe Oriel
- 2012 : Réalisation de l'album j'ai marché de MANU REAU

### Clips
- 2001 : Billy the Funkyman
- 2003 : Anna/Grammes
- 2007 : La blonde rousse